# Noah Brown
Noah Brown (Flanders, Nueva Jersey, 6 de enero de 1996) es un jugador profesional estadounidense de fútbol americano que se desempeña en la posición de wide receiver en Washington Commanders, equipo de la National Football League (NFL).

## Carrera
Fue seleccionado en la séptima ronda en la Reunión Anual de Selección de Jugadores de la NFL de 2017. Hizo su debut profesional con el equipo Dallas Cowboys, en el cual jugó cinco temporadas (2017-2019, 2020-2023), posteriormente pasó a Houston Texans, donde jugó una temporada, en 2024 pasó a Washington Commanders.